# Gephyromantis schilfi
Gephyromantis schilfi – gatunek płaza bezogonowego z rodziny mantellowatych (Mantellidae).

## Taksonomia
Gatunek ten opisali w 2000 roku Glaw & Vences, nadając mu nazwę Mantidactylus schilfi. 6 lat później ci sami autorzy przenieśli gatunek do rodzaju Gephyromantis.

## Morfologia
Samiec mierzy 2,7–2,9 cm.
Umaszczenie jest zróżnicowanie. Zazwyczaj dominuje jedna barwa. Bok głowy wyróżnia się ciemniejszym kolorem, poniżej którego widnieje biały pas, nieobecny u niektórych osobników.
Guzki międzyoczodołowe nieraz obecne, ale i wtedy widoczne kiepsko. Grzbiet wyraźnie oddzielony od boków, poza tymi brzegami gładki.

## Występowanie
Gatunek ten, o ograniczonym zasięgu występowania, spotyka się jedynie na północy Madagaskaru – w Parku Narodowym Marojejy oraz lokalizacji o nazwie Sorata.
Jego siedlisko to tropikalne wilgotne lasy górskie położone na wysokości 1250–1800 m n.p.m. Bytuje wśród krzewów i innej niskiej roślinności, z dala od wody.

## Behawior i rozmnażanie
Nawołuje o zmierzchu i nocą, usadowiwszy się 1–1,5 m nad ziemią. Wydaje z siebie dźwięki powoli, nieharmonicznie.
Podejrzewa się rozwój bezpośredni.

## Status
W Czerwonej księdze gatunków zagrożonych IUCN płaz ten od 2004 roku klasyfikowany jest jako gatunek narażony (VU, ang. Vulnerable).
Nie jest znana liczebność gatunku, ale jej trend oceniany jest jako spadkowy ze względu na utratę i degradację siedlisk.
G. schilfi żyje w jednym obszarze chronionym – Parku Narodowym Marojejy.
Do zagrożeń dla gatunku należą: rolnictwo (w tym wypas zwierząt gospodarskich), pozyskiwanie drewna i wytwarzanie węgla drzewnego, osadnictwo ludzkie. Zagrożenia te dotyczą głównie obszaru Sorata, choć i na terenie parku narodowego ma miejsce nielegalne pozyskiwanie drewna.